# Дом Ройс
Дом Ройс (на немски: Haus Reuß) е благороднически род, който управлява през Средновековието в източната част на днешна Тюрингия, Германия. Фамилията управлява имперското графство Ройс (Reichsgrafschaft Reuß) от ок. 1010 до 1778/1806 г. През 1564 г. фамилията се дели на стара, средна (до 1616) и млада линии Ройс.

## История
Тюрингската фамилия се заселва през средата на 12 век в земята на сорбите на средна и горна Вайсе Елстер, построява селище, което става по-голямо господство. Те стават фогти, бързо се издигат.
Прародител на рода на фогтите е Хайнрих Благочестиви фон Глайсберг († ок. 1120), който получава Гера и Вайдадер от император Хайнрих IV. Неговият внук Хайнрих II Богатия († пр. 1209) купува Плауен. Наследниците се разделят няколко пъти. Така се създават линиите на фогтите на Вайда, на фогтите на Гера и на фогтите на Плауен.
През 1329 г. император Лудвиг Баварски им признава княжеския ранг. През 1673 г. те са имперски графове, и зависимо от линията от 1778 г. (1790 или 1802) имперски князе. Около 1700 г. съществуват десет графства Ройс на двете главни линии. До Ноемврийската революция 1918 г. съществуват като суверенни държави на Германската империя Княжеството Ройс стара линия с главен град Грайц и Княжеството Ройс млада линия с главен град Гера.
Линията Ройс-Кьостриц, която се отделя през 1692 г. от младата линия, е издигната през 1806 г. в имперското княжеско съсловие съществува и днес като Dom Ройс с шеф на дома Хайнрих XIV княз Ройс (* 1955).

## Известни от фамилията
- Хайнрих Ройс фон Плауен (1400-1470), 32. велик майстор на Тевтонския орден
- Августа Ройс цу Еберсдорф (1757-1831), майка на Леополд I, крал на Белгия; баба на Кралица Виктория
- Елеонора Ройс цу Кьостриц (1860-1917), от 1908 г. царица на България
- Хермина Ройс стара линия (1887-1947), 2. съпруга на последния германски кайзер Вилхелм II
- Ани-Фрид Люнгста, певица от шведската попгрупа АББА, от 1992 г. съпруга на Хайнрих Руцо принц Ройс